# Василаке, Штефан
Штефан Василаке (рум. Ștefan Vasilache; род. 9 мая 1979, Роман, Нямц) — румынский легкоатлет, специалист по прыжкам в высоту. Выступал за сборную Румынии по лёгкой атлетике в 2000-х годах, обладатель бронзовой медали чемпионата мира в помещении, чемпион Балкан, многократный победитель и призёр первенств национального значения, участник летних Олимпийских игр в Афинах.

## Биография
Штефан Василаке родился 9 мая 1979 года в городе Роман, Румыния.
Впервые заявил о себе в лёгкой атлетике на международном уровне в сезоне 2001 года, когда вошёл в состав румынской национальной сборной и выступил на молодёжном европейском первенстве в Амстердаме, где в зачёте прыжков в высоту стал шестым. Будучи студентом, представлял Румынию на Универсиаде в Пекине — с результатом 2,15 занял в финале 11-е место.
В 2002 году прыгал на чемпионате Европы в помещении в Вене и на чемпионате Европы в Мюнхене.
В 2003 году на чемпионате мира в помещении в Бирмингеме был дисквалифицирован, на чемпионате мира в Париже в финал не вышел.
В феврале 2004 года на домашних соревнованиях в Бухаресте установил свой личный рекорд в прыжках в высоту в закрытых помещениях — 2,30 метра, а в марте на чемпионате мира в помещении в Будапеште с результатом 2,25 завоевал бронзовую награду. Благодаря череде удачных выступлений удостоился права защищать честь страны на летних Олимпийских играх в Афинах — на предварительном квалификационном этапе показал результат 2,25 метра, чего оказалось недостаточно для выхода в финал.
В 2005 году принимал участие в чемпионате Европы в помещении в Мадриде и в чемпионате мира в Хельсинки.
В 2007 году отметился выступлением на чемпионате Европы в помещении в Бирмингеме.
Завершил спортивную карьеру по окончании сезона 2012 года.